# 航空工业出版社
航空工业出版社是中华人民共和国的一家出版社，成立于1985年，社址位于北京市，主要业务范围为航空科学技术、国防军事、航空与军事科普、航空文化、大众科普等图书的出版。